# フギンとムニン

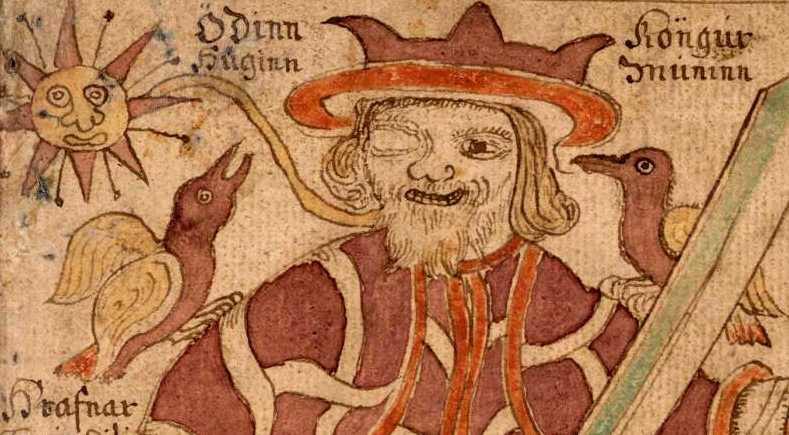
18世紀のアイスランド語の写本『SÁM 66』より（部分）。オーディンの肩に留まって報告するフギンとムニン。

フギン（古ノルド語: Huginn、英語: Hugin）とムニン（古ノルド語: Muninn、英語: Munin）は、北欧神話に登場する神オーディンに付き添う一対のワタリガラス。フギンは「思考」を、ムニンは「記憶」を意味する。
フギンとムニンはオーディンへ様々な情報を伝えるため、世界中を飛び回っている。
『スノッリのエッダ』第一部『ギュルヴィたぶらかし』第38章での記述によると、二羽は夜明けに外に出され、情報を集めてから夜に帰ってくる。そしてオーディンの肩に留まり、その耳にニュースをささやくという。オーディンを指すケニングの一つに「鴉神」があるのは、このワタリガラスの存在による。
『古エッダ』の『グリームニルの言葉』第20節（古ノルド語）では、オーディンの口から「フギンとムニンが毎日世界中を飛んでいるが、戻ってこないことを心配している」といった趣旨のことが語られている。

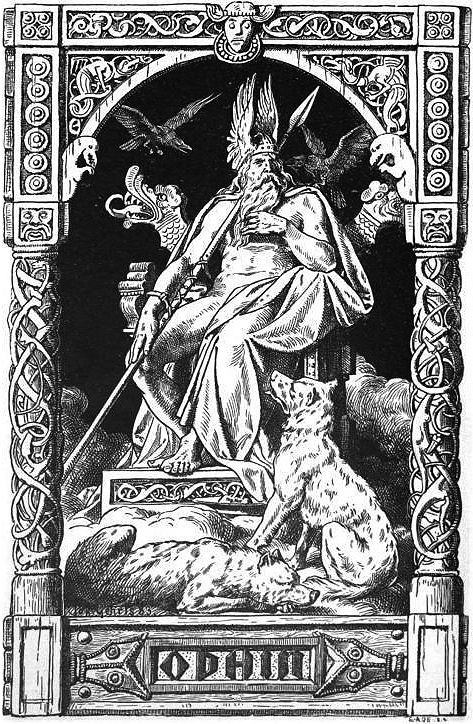
ヨハネス・ゲールツの作品『Odhin』 (1901年)

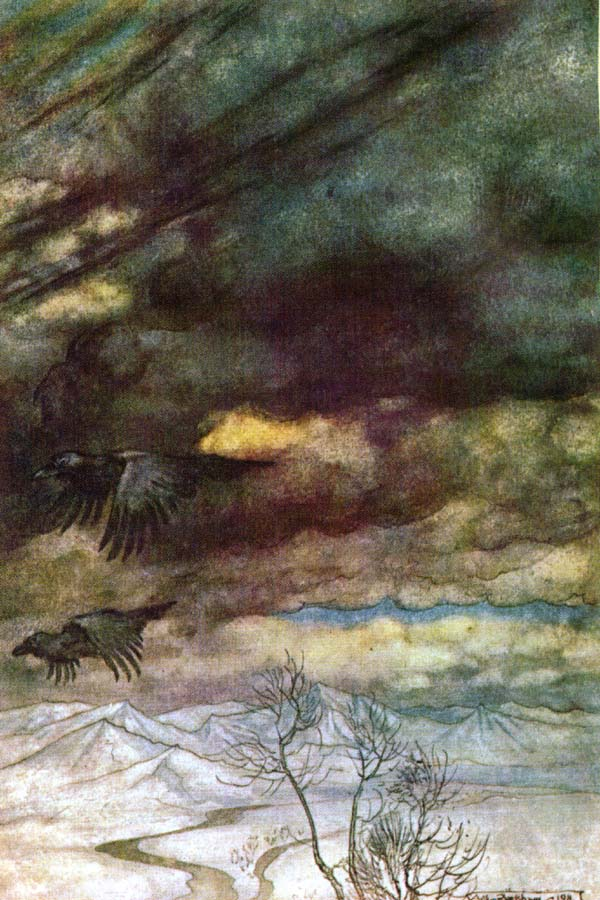
アーサー・ラッカムが楽劇『ニーベルングの指環』の挿絵に描いた、神ヴォータンが放った二羽の大鴉。

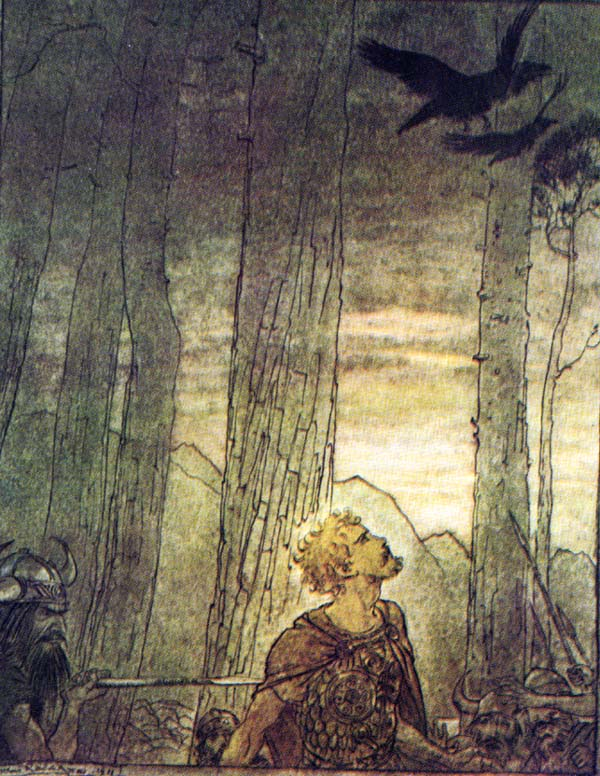
同。ジークフリートの視線の先にヴォータンの大鴉が見える。